# Charlotte Gödicke

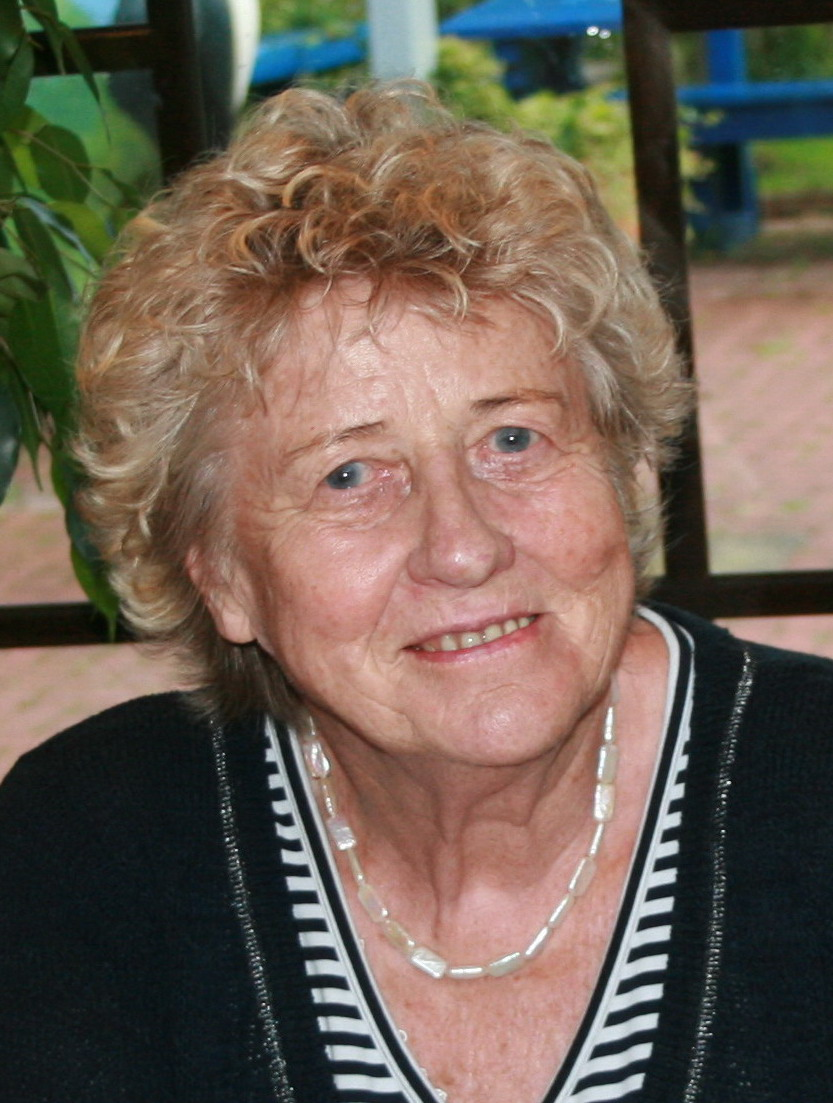
Charlotte Gödicke (2009)

Charlotte Gödicke (geborene Liebenau; * 19. September 1932 in Brake; † 21. Februar 2013 in Osterholz-Scharmbeck; Ehrentitel: Beloved Daughter of Sagay) war eine deutsche Lehrerin und private Entwicklungshelferin.

## Leben

### Familie und Beruf
Charlotte Gödicke machte von 1950 bis 1953 eine Lehre als Fotografin. 1957 heiratete sie den Zollbeamten Heinz Gödicke. Die Eheleute zogen 1959 nach Meppen. Von 1959 bis 1961 war sie als Fotografin für die Bundeswehr tätig. 1960 und 1963 wurden ihre beiden Söhne in Meppen geboren. 1967 zog die Familie nach Osterholz-Scharmbeck, wo 1968 ihre Tochter geboren wurde. Im April 1970 kehrte sie ins Berufsleben zurück und arbeitete bis September 1973 als Fotoentwicklerin und Drogistin. Ab November 1973 war sie an der Mittelpunktschule in Hambergen (heute: Gesamtschule am Wällenberg / Hambergen) zunächst als Aushilfe tätig. Nach Absolvierung eines Fernstudiums in Pädagogik und bestandener Lehramtsprüfung wurde sie als Festangestellte in den Schuldienst übernommen und unterrichtete bis zu ihrem Ausscheiden 1996 neben Fotografie auch Verkehrserziehung, Kunst, Erdkunde und Englisch.

### Ehrenamtliches Wirken
1977 reiste ein Mitglied des Osterholzer Kreistages privat nach Sagay City auf der Philippineninsel Negros. Seine Eindrücke von der Armut dort bewogen ihn nach seiner Rückkehr, seine politischen Freunde in Osterholz-Scharmbeck zu einer Hilfsaktion zu überzeugen. In der Folge wurde zwischen dem Landkreis Osterholz und der Municipality Sagay eine Patenschaft unterzeichnet. 1980 begleitete Charlotte Gödicke mit ihrem jüngeren Sohn erstmals eine Delegation nach Sagay, um als Fotografin die begonnene Hilfe zu dokumentieren. Die persönliche Erfahrung, unterernährten Kindern, die an Typhus und Cholera erkrankt waren, keine rechtzeitige Hilfe leisten zu können, bewirkte Gödickes weiteres Engagement auf den Philippinen. 1986 trat sie dem Verein Initiativen Partnerschaft Eine Welt e.V. (Interkulturelle Schulpartnerschaften) mit ihrem Projekt „Philsagay“ bei, forcierte die Unterstützung des Landkreises für Sagay, und blieb bis zuletzt aktives Mitglied des Vereins.
Charlotte Gödicke hat in über 25 Jahren ihrer aktiven Arbeit auf den Philippinen durch ihr Partnerschaftsprojekt „Philsagay“ über 1,5 Millionen Deutsche Mark durch Spendensammlungen den Menschen in Sagay City zukommen lassen. Sie und ihr Freundeskreis in Osterholz-Scharmbeck sorgten mit den gesammelten Spendengeldern in Sagay für den Bau und Ausstattung von Schulen, Gesundheitsmaßnahmen, Trinkwasserversorgung und Fischereiprojekten. Ihre Projekte verfuhren nach dem Prinzip Hilfe zur Selbsthilfe. Unterstützt wurde sie von dem philippinischen Politiker Juan Flavier und von Bernhard Ehlen, dem Gründer der Hilfsorganisation German Doctors. Mittlerweile ist Sagay City, das frühere Sagay, eine der am besten entwickelten Regionen der Philippinen.

## Auszeichnungen
Für ihr Wirken wurde sie am 21. November 1996 im Rathaus in Ritterhude mit dem Verdienstkreuz am Bande ausgezeichnet. Am 15. Dezember 2004 erhielt sie von der philippinischen Präsidentin Gloria Macapagal-Arroyo im Malacanang in Manila den zweithöchsten Orden der Philippinen, den Banaag Award.

## Veröffentlichungen
- Rede von Charlotte Gödicke über ihr Sagay-Project (PDF; 156 kB), African-Asian-Institut Hamburg, 30. April 2005, NiBiS.de
- mit Walter Mülich: Südafrika aktuell - Expertenberichte und Medieneinsatz, In: Eine Welt in der Schule, (2000) 2, S. 19–22.
- Frauen in der Welt (PDF; 1,4 MB), in: Eine Welt in der Schule, Klasse 1–10, Heft 4/1996, S. 17–19
- „Lasst Bilder sprechen!“ Kunstunterricht mit philippinischen und deutschen Kindern, in: Eine Welt in der Schule, (1994) 2, S. 13–17.
- Scheren fuer Linkshaender, In: Arbeiten + lernen. Technik, 2 (1992) 6, S. 40–41.
- Partnerschaft Philippinen, In: Die Arbeitslehre – Arbeiten + lernen, 9 (1987) 54, S. 16–19.